# Craticulina zimini
Craticulina zimini är en tvåvingeart som beskrevs av Yu. G. Verves 1993. Craticulina zimini ingår i släktet Craticulina och familjen köttflugor.
Artens utbredningsområde är Uzbekistan. Inga underarter finns listade i Catalogue of Life.